# Шагринска кожа
Шагринска кожа (фр. La Peau de chagrin) је роман француског аутора Онореа де Балзака из 1831. године. Радња романа смештена у Паризу, у раном XIX веку, прати причу о младићу који проналази магични комад шагрена, нештављене коже дивљег магарца, која испуњава сваку његову жељу. Међутим, за сваку испуњену жељу, кожа се смањује и троши део његове физичке енергије. Шагринска кожа припада групи романа Филозофских студија у Балзаковим сабраним делима познатим као Људска комедија.
Објављивањем серије чланака и фрагмената приче у неколико париских часописа, Балзак је успео да заинтересује читаоце за ово дело. Иако је каснио пет месеци са испоруком рукописа, успео је да изазове довољно интересовања да се роман распрода одмах по објављивању. Друго издање, које је укључивало серију од дванаест других „филозофских прича“, објављено је месец дана касније.
Иако се у роману користе елементи фантастике, његов главни фокус је реалистичан приказ ексцеса буржоаског материјализма. Балзакова позната пажња према детаљима користи се за описивање коцкарнице, антикварнице, краљевског банкета и других места. Он такође укључује детаље из сопственог живота као писца који се бори, смештајући главног лика у дом сличан оном у којем је живео на почетку своје књижевне каријере. Централна тема Шагринске коже је сукоб између жеље и дуговечности. Магична кожа представља животну снагу власника, која се исцрпљује сваким изражавањем воље, посебно када се користи за стицање моћи. Игноришући опрез трговца који му нуди кожу, протагониста се похлепно окружује богатством, да би, на крају приче, постао јадан и оронуо.
Роман Шагринска кожа је чврсто успоставио Балзака као значајног писца француске књижевности. Његов друштвени круг се значајно проширио, а издавачи су га жељно тражили за будуће пројекте. Књига је послужила као катализатор за низ писама које је разменио са пољском бароницом по имену Евелина Хањска, која му је касније постала супруга. Такође је инспирисала оперу Die tödlichen Wünsche немачког композитора Гизелера Клебеа.

## Позадина
Године 1830. Оноре де Балзак је тек почео да стиче признање као писац. Иако су га родитељи наговорили да своју каријеру посвети праву и правном факултету, он је 1819. објавио да жели да постане писац. Његова мајка је била избезумљена, али су она и његов отац пристали да му дају мали приход, под условом да се активно посвети писању, и да им даје половину свог бруто прихода од било ког објављеног дела. Након што се преселио у малу просторију у близини Библиотеке de l'Arsenal у Паризу, Балзак је писао годину дана, али без превеликог успеха. Фрустриран, вратио се својој породици у предграђе Вилпаризиа и позајмио је новац од својих родитеља како би наставио даље са својим књижевним амбицијама. Наредних неколико година провео је пишући једноставне романе, које је објављивао под разним псеудонимима. Део прихода је делио са својим родитељима, али им је до 1828. дуговао 50.000 франака.
Прву књигу, роман Шуани потписану под својим именом објавио је 1829. године. Роман о ројалистичким снагама у Бретањи, није имао комерцијални успех, али је Балзака учинио познатим у књижевним круговима. Постигао је велики успех касније исте године када је објавио Физиологију брака, расправу о институцији брака. Подстакнут његовом популарношћу, почео је са објављивањем разних кратких прича и есеја у часописима Revue de Paris, La Caricature, и La Mode. Тако је успоставио везе у издавачкој индустрији које су му касније помогле да добије критике својих романа.
У то време, француски књижевни апетити за причама фантастике били су подстакнути преводом збирке Fantastic Tales немачког писца Ернста Теодора Вилхелма Хофмана из 1829. године; енглеске списатељице готичке фикција Ен Редклиф; и роман L'Âne Mort et la Femme Жила Жанена из 1829. године. Иако је планирао роман у истој традицији, Балзаку се није допао израз „фантастика“, и једном приликом га је назвао „вулгарним изразом жанра који је у почетку био свеж, засигурно, али већ превише истрошеним пуким злостављањем речи“.
Политика и култура Француске су, у међувремену, биле у преокрету. Након шест контроверзних година владавине, краљ Шарл X Филип је био приморан да абдицира током Јулске револуције 1830. године. Заменио га је Луј-Филип, који је себе назвао „краљем Француза“ (а не уобичајеним „краљем Француске“) у покушај да се дистанцира од старог поретка. Јулска монархија донела је учвршћивање буржоаских ставова, у којима је Балзак видео неорганизованост и слабо вођство.

## Писање и објављивање
Шагринска кожа се први пут помиње 9. децембра 1830. године, када је Балзак, у чланку за La Caricature, под псеудонимом Алфред Коудреук, објавио белешку: „Проналазак коже која представља живот. Оријентална прича” (фр. L'invention d'une peau qui représente la vie. Conte oriental) Под именом Хенри Б., недељу дана касније је, у истом часопису, објавио фрагмент приче под називом Le Dernier Napoléon. У том фрагменту, младић губи свој последњи Наполеон новчић у париској коцкарници, након чега одлази на мост Краљевски мост да би се утопио. Током ове ране фазе, Балзак није много размишљао о пројекту. Он је то описао као „дело темељне бесмислице у књижевном смислу, али у којој је [аутор] покушао да уведе одређене ситуације у овом тешком животу кроз које су прошли људи генија пре него што су ишта постигли“. Међутим, убрзо се његово мишљење о причи поправило.
До јануара 1831. Балзак је привукао довољно интересовања за своју белешку и идеју романа, што му је обезбедило уговор са издавачима Шарлом Госелином и Урбеином Канелом. Они су се договорили о 750 примерака октавног издања, који би били достављени до фебруара, уз накнаду аутору од 1.125 франака по пријему рукописа. Међутим, Балзак је доставио роман у јулу. У међувремену, Балзак је извештавао о свом напретку у развоју дела. Два додатна фрагмента су се појавила у мају, као део плана да се промовише књига пре њеног објављивања. Une Débauche, објављен у Revue des deux mondes, описује оргијастичку гозбу са сталним шаљивим разговорима и дискусијама буржоаских ликова. Други фрагмент, Le Suicide d'un poète, штампан је у Revue de Paris; и бави се тешкоћама једног будућег песника док покушава да надокнади недостатак новца. Иако ова три фрагмента нису била повезана у кохерентан наратив, Балзак је приказивао ликове и сцене из свог романа у развоју.
Одлагање објављивања романа било је резултат Балзаковог активног друштвеног живота. Много је вечери проводио на вечерама код пријатеља, укључујући романописца Ежена Сија и његову љубавницу Олимпу Пелисије, као и феминистичку књижевницу Жорж Санд и њеног љубавника Жила Сандоа. Балзак и Пелисије су имали кратку аферу, а она је постала прва љубавница са којом се јавно појављивао. На крају се повукао из Париза боравећи код пријатеља у предграђима, где се посветио завршавању дела. Крајем пролећа дозволио је Санд да прочита скоро завршен рукопис. Допао јој се и предвидела је да ће бити успешан.
Коначно, у августу 1831. године, La Peau de chagrin: Conte philosophique објављен је у два тома. Роман је доживео комерцијални успех, а Балзак је искористио своје везе у свету париских периодичних публикација како би обезбедио обимне рецензије. Књига се брзо продавала, и до краја месеца потписан је још један уговор: Балзак је добио 4.000 франака за штампање додатних 1.200 примерака. Ово друго издање садржало је серију од дванаест других прича са елементима фантастике и објављено је под насловом Romans et contes philosophiques (Филозофски романи и приче). Треће издање, распоређено у четири тома, појавило се у марту 1833. године.

## Сиже
Шагринска кожа састоји се из три дела: Амајлија (фр. Le Talisman), Бездушна жена (фр. La Femme sans cœur) и Умирање (фр. L'Agonie). Прво издање је укључивало Preface (Предговор) и Moralité (Моралитет), који су касније изостављени из наредних верзија. На крају последњег дела налази се двостранични Епилог.
Амајлија започиње причом о младом човеку, Рафаелу де Валентену, који губи последњи новчић у игри на срећу. Очајан, одлучује да себи одузме живот бацивши се у Сену. На путу до реке улази у необичну радњу, препуну чудесних предмета из читавог света. Стари продавац му показује комад шагринске коже окачен на зиду. На њој су урезани „оријентални“ знакови, које старац назива санскритом, иако су заправо нетачно написане арапске речи. Продавац објашњава да кожа испуњава сваку жељу свог власника, али се смањује са сваком оствареном жељом, све док потпуно не нестане. Иако упозорен, Рафаел узима кожу и зажели краљевску гозбу са вином, женама и пријатељима. Његова жеља се готово тренутно испуњава – среће познанике који га позивају на управо такву забаву.
Други део, Бездушна жена, приповеда се као флешбек из Рафаелове перспективе. Он се жали пријатељу Емилу на своје ране дане као ученик и радник у адвокатској канцеларији, када је живео у сиромаштву са старом газдарицом и њеном ћерком Паулином, док је узалуд покушавао да освоји срце лепе, али хладне жене по имену Феодора. На том путу га саветује старији човек по имену Ежен де Растињак, који га подстиче да се урони у свет високог друштва. Уз помоћ доброте својих газдарица, Рафаел успева да се приближи Феодориној групи пријатеља. Међутим, неспособан да освоји њену љубав, постаје несрећан и сиромашан човек какав је на почетку Амајлије.
Умирање приказује Рафаела годинама након раскошне гозбе. Он је употребио амајлију да себи обезбеди богатство, али је кожа сада скоро сасвим нестала, а његово је здравље озбиљно нарушено. Постаје опседнут страхом од жеља које ће убрзати крај његовог живота. У покушају да избегне проклетство, уређује живот тако да му ништа не недостаје, а његов слуга Џонатан брине о свему, од хране до гостију. Ипак, догађаји изван његове контроле га наводе на нове жеље, што чини да се кожа настави смањивати. У очајању, одлази у бању Екс ле Бен, тражећи излечење и нову снагу.
Када кожа постане величине латице, Паулине га посећује и изјављује своју љубав. Када сазна за проклетство коже и улогу у његовој пропасти, ужаснута је. Рафаел не може да обузда жељу према њој, због чега она бежи у суседну собу, верујући да ће га тако спасити од жеље која га убија. Он лупа на врата, заклиње јој се на љубав и изражава жељу да умре у њеном наручју. У очају, Паулине покушава да изврши самоубиство како би га ослободила од проклетства. На крају, он проваљује врата, и у страсном тренутку њихова љубав се испуњава. У том тренутку Рафаел умире, окончавши свој трагични живот.

## Стил писања
Иако је сам Балзак своје дело називао „филозофским“, роман Шагринска кожа заснован је на премиси фантастике. Шакринска кожа отвара свет могућности за Рафаела, који је користи да би испунио многе своје жеље. На пример, када буде изазван на двобој, објашњава да нема потребу ни да избегава пуцањ свог противника, ни да прецизно нишани, јер је исход неминован. Он пуца без размишљања и одмах убија другог човека. На другом месту, натприродне особине коже приказане су кроз неуспеле покушаје хемичара и физичара да је развуку.
Међутим, ово укључивање елемената фантастике служи углавном као оквир кроз који аутор истражује људску природу и друштво. Један критичар примећује да би „прича била готово иста и без њих“. Балзак је користио натприродне елементе у ранијим потбоилер романима објављеним под псеудонимима, али њихово присуство у делу Шагринска кожа означило је прекретницу у његовом приступу симболици. Док су предмети и догађаји фантастике у његовим ранијим делима углавном биле једноставне тачке заплета или средства за стварање напетости, у овом роману талисман представља Рафаелову душу. Истовремено, његова пропаст симболише шири друштвени пад. Балзаков прави фокус у роману из 1831. године јесте моћ људске жеље и природа друштва након Јулске револуције. Француски писац и критичар Фелисијен Марсо чак сматра да симболика у овом роману омогућава чистију анализу него поједине студије случаја у другим Балзаковим делима; измештањем анализе на апстрактни ниво, она постаје мање оптерећена варијацијама појединачних личности. Као човек који представља „свакога“, Рафаел оличава суштинске карактеристике људске природе, а не приступ одређене особе дилеми коју нуди кожа.
У предговору првом издању романа, Балзак разматра корисност елемената фантастике: „[Писци] измишљају истину, по аналогији, или виде предмет који треба описати, било да им се он приближава или они њему иду... Имају ли људи моћ да универзум пренесу у свој мозак, или је њихов мозак талисман којим укидају законе времена и простора?“ Критичари се слажу да је Балзаков циљ у роману Шагринска кожа био управо ово прво.

### Реализам
Роман је широко препознат као важан рани пример реализма по којем је Балзак постао познат. Један од примера је детаљно описивање Париза: роман је препун стварних локација, укључујући Краљевске палате и катедралу Нотр Дам у Паризу. Приповедање и ликови често упућују на уметност и културу, од опере Танкред Ђоакина Росинија до статуе Милоске Венере.
У првим пасусима романа налази се опширна дескрипција процедуре у коцкарницама, где „закон већ на уласку лишава посетиоца шешира“. Атмосфера коцкарнице је приказана у прецизним детаљима, од лица коцкара до „масне“ тапете и столњака „истрошеног трењем златника“. Ово наглашавање новца у уводним страницама, у контрасту са запуштеном околином, одражава теме романа о друштвеној организацији и економском материјализму.
Спајање реалистичних детаља са симболичким значењем наставља се када Рафаел улази у антикварницу. Продавница симболизује саму планету. Док лута по њој, Рафаел као да путује кроз историју, међу реликвијама различитих епоха: „Свако кутак Земље као да је допринео својим делићем знања, својим примером уметности.“ У продавници се налазе слика Наполеона, маварски јатаган, татарски идол, портрети холандских градоначелника, биста Цицерона, древна египатска мумија, етрурска ваза, кинески змај и стотине других предмета. Овај панорамски преглед људске делатности добија моралну димензију када продавац Рафаела одводи до портрета Исуса Христа. Ипак, портрет га не одвраћа од његовог циља. Тек када пронађе кожу, Рафаел одустаје од самоубилачке намере, чиме демонстрира победу људског ега над божанским спасењем.
=== Уводна слика === 
На почетку романа, Балзак укључује слику из романа Тристрам Шенди Лоренса Стерна из 1759. године: кривудаву линију коју лик црта у ваздуху, настојећи да изрази слободу коју човек ужива „докле год је слободан“ Балзак никада није објаснио значење овог симбола, што је предмет дебате. У својој свеобухватној анализи Људске комедије, Херберт Џ. Хант повезује „змијолики цртеж“ са „синусоидном структуром“ Балзаковог романа. С друге стране, критичар Мартин Кејнс предлаже да симбол указује на немогућност језика да потпуно изрази идеју. Овај проблем, према њему, директно је повезан са сукобом између воље и знања који продавац наговештава на почетку романа.

## Теме

### Аутопортрет
Балзак је црпео детаље из свог живота за прве делове романа Шагринска кожа, а главни лик Рафаел де Валентен вероватно је заснован на самом аутору. Детаљи које је испричао Валентин о свом сиромашном стамбеном простору су аутобиографске алузије на Балзакове ране дане као писца: „Ништа није могло бити ружније од ове мансарде, која је чекала свог студента, са својим прљаво жутим зидовима и мирисом сиромаштва. Кров се стрмо обрушавао, а небо се видело кроз пукотине у црепу. У соби је било довољно простора за кревет, сто и неколико столица, а испод највишег дела крова могао је да стоји мој клавир.“ Иако је уметничка дорада неизбежна, биографи и критичари се слажу да је Балзак црпео инспирацију из сопствених искустава.
Други делови приче такође су инспирисани ауторовим животом. Балзак је, једном приликом, присуствовао гозби коју је организовао маркиз де Лас Марисмас, са намером да покрене новине – истој ситуацији у којој се Рафаел налази након што изговори своју прву жељу амајлији. Касније у роману, Валентин одлази у оперу са моћним наочарима које му омогућавају да примети сваку ману код жена на сцени (како би се заштитио од жеље). И овај детаљ је можда инспирисан Балзаковим животом, јер је у једном писму писао о „божанственим“ оперским наочарима које је наручио из Париске опсерваторије.
Важнија је веза између жена у роману и жена из Балзаковог живота. Неки критичари су приметили значајне сличности између Рафаелових покушаја да освоји срце Феодоре и Балзаковог заљубљивања у Олимп Пелисије. Једна сцена у којој се Рафаел скрива у Феодориној спаваћој соби како би је посматрао док се свлачи, наводно је инспирисана сличном ситуацијом у којој је Балзак тајно посматрао Пелисије. Ипак, мало је вероватно да је Пелисије послужила као директан модел за Феодору, јер је она прихватила Балзакова удварања и писала му је пријатељска писма. Феодора, с друге стране, у роману тврди да је изван домашаја било ког заинтересованог љубавника. Критичари се углавном слажу да је лик Бездушне жене, описан у роману, заправо комбинација особина више жена које је Балзак познавао. Лик Паулине, с друге стране, највероватније је инспирисан другом Балзаковом љубавницом, Лор де Берни.

### Vouloir, pouvoir, savoir
На почетку књиге, трговац са Валентином расправља „о великој тајни људског живота“. Она се састоји од три речи које Бaлзак истиче великим словима речи: VOULOIR („хтети“), POUVOIR („моћи“) и SAVOIR („знати“). Образлажући даље, наводи да нас воља сагорева; моћ уништава; а знање нас умирује.  Ова три концепта чине филозофску основу романа.
Талисман повезује ове начеле са теоријом витализма; он физички представља животну снагу свог власника и смањује се сваким актом воље. Продавачица покушава да упозори Валентина да најмудрији пут није у испољавању воље или обезбеђивању моћи, већ у развоју ума. „Шта је лудост“, пита Валентина, „ако не претерана жеља или моћ?“.  Опчињен могућностима које нуди кожа, младић ипак занемарује упозорење и препушта се својим жељама. Када узима талисман, проглашава: „Хоћу да ми живот буде претеривање.“ Тек када му је животна снага скоро потрошена, схвата своју грешку: „Одједном му је пало на памет да поседовање моћи, ма колико велике, не доноси и знање како је користити ... [он] је имао све у својој моћи, али није учинио ништа.“
Воља, упозорава Балзак, представља деструктивну снагу која тежи само стицању моћи, осим ако није ублажена знањем. Трговац представља супротност Валентиновом будућем ја, нудећи учење и ментални развој као алтернативу конзумирајућој жељи. Федора такође служи као пример отпора кварењу воље, у мери у којој настоји да у сваком тренутку изазове жељу код других, али никада не подлегне сопственим жељама. Валентинов најсрећнији тренутак је док живи у материјалној оскудици свог малог поткровља – изгубљен у студијама и писању, уз добродушну Паулину која му се несебично даје – што наглашава иронију његове несреће на крају књиге, када је окружен плодовима својих материјалних жеља.

### Друштво
Роман екстраполира Балзакову анализу жеље од појединца до друштва; плашио се да свет, попут Валентина, губи свој пут због материјалног вишка и погрешних приоритета. У коцкарници, оргијастичкој гозби, антикварници и разговорима са ученим људима, Балзак испитује ову дилему у различитим контекстима. Пожуда за друштвеним статусом којој Валентин подлеже под утицајем Растињака је симбол овог ексцеса; прелепа, али недостижна Федора симболизује задовољства која нуди високо друштво.
Наука не нуди панацеју. У једној сцени, група лекара нуди низ брзо формулисаних мишљења о узроку Валентинове слабости. У другом, физичар и хемичар признају пораз након што су применили низ тактика дизајнираних да истегну кожу. Свим овим научним приступима недостаје разумевање праве кризе и стога су осуђени на пропаст. Иако је то приказано само на први поглед – лик Христа, на пример, који је насликао Валентинов имењак, ренесансни уметник Рафаел – Балзак је желео да подсети читаоце да хришћанство нуди потенцијал да ублажи смртоносни вишак. Након неуспеха у њиховим напорима да растегну кожу, хемичар изјављује: „Верујем у ђавола“; „А ја у Богу“, одговара физичар.
Корупција ексцеса је повезана са друштвеном дисорганизацијом у опису на почетку последњег дела. Физички слаб, али који живи у апсолутном луксузу, Рафаел де Валентин се описује као особа која у очима задржава „необичну интелигенцију“ којом је способан да види „све одједном“:
| „ | Тај је поглед остављао мучан дојам. Неки су у њему могли видети очајање; други наслутити неку унутрашњу борбу, страшну као грижњу савести. То је био дубок поглед немоћна човека који потискује жељу у дно свог срца; или поглед шкрца који у мислима ужива сва задовољства која му новац може дати а одриче их се да не би окрњио своје благо; или поглед везаног Промете ја, свргнутог Наполеона који 1815. дознаје у Елисејском дворцу за стратегијску погрешку коју су учинили његови непријатељи, тражи команду за двадесет четири сата и не добива је... | ” |

## Пријем и наслеђе
Роман се одмах распродао након што је пуштен у продају и био је рецензиран у свим главним париским новинама и часописима. У неким случајевима Балзак је сам писао рецензије; користећи име „Гроф Алекс де Б—”, објавио је да књига доказује да је постигао „статуру генија”. Независне рецензије су биле мање обимне, али такође веома позитивне. Песник Емил Дешамп хвалио је ритам романа, а религиозни коментатор Шарл Форбес Рене де Монталемберт је одобравајуће указао да он истиче потребу за већом духовношћу у друштву у целини. Иако су неки критичари критиковали Балзака због уживања у негативности, други су сматрали да то једноставно одражава стање француског друштва. Немачки писац Јохан Волфганг фон Гете прогласио је роман сјајним примером „неизлечиве корупције француске нације”. Критичари расправљају да ли су Гетови коментари били похвала за роман или не.
Ова бура јавности изазвала је велику активност како су читаоци широм Француске журили да набаве роман. Балзаков пријатељ и уредник Ла Карикатуре Шарл Филипон је, недељу дана након објављивања, написао аутору: „Нема начина да се набави Шагринска кожа. [Илустратор] Гранвил је морао да прекине све да би га прочитао, јер је библиотекар сваког пола сата долазио да пита да ли је завршио.” Пријатељи блиски и даљи писали су Балзаку наводећи сличне потешкоће у проналажењу примерака. Друго издање је објављено месец дана касније, а затим су уследиле пародије и изведена дела других писаца. Балзаков пријатељ Теофил Готје укључио је комичну омажу у својој збирци прича Les Jeunes-France (1833) када, током рекреације гозбе из Балзаковог романа, један од ликова каже: „Ово је тренутак када треба да сипам вино на своју јакну... То пише црно на бело на страници 171 Шагринске коже... И ово је место где морам да бацим 100-со кованицу у ваздух да видим да ли постоји Бог.”
Роман је устоличио Балзака као истакнуту фигуру у свету француске литературе. Издавачи су се борили међу собом да објаве његова будућа дела, а он је постао стални гост на листи позивница за друштвене догађаје широм Париза..  Континуирано популаран и након ауторове смрти, Шагринска кожа је поново објављиван деветнаест пута између 1850. и 1880. године.
Када је развио своју шему за организовање свих својих романа и прича у једну секвенцу под називом Људска комедија, Балзак је ставио Шагринску кожу на почетак секције под називом Études philosophiques ("Философске студије"). Као и друга дела у овој категорији – укључујући слично аутобиографски Луј Ламберт (1832) – бави се филозофијом и натприродним. Али такође пружа мост ка реализму у Етуде дес мора ("Студије манира"), где је већина његових романа била смештена. Али такође пружа мост ка реализму Études des mœurs („Студија о манирама“), где се налазила већина његових романа.

### L'Étrangère
Популарност романа проширила се и на Украјину, где је бароница Евелина Хањска читала о Балзаковим романима у новинама које је добијала из Париза. Интригирана, наручила је примерке његових дела и читала их са својим рођацима и пријатељима у околини Волиније. Били су импресионирани разумевањем које је показао према женама у делу Физиологија брака, али су сматрали да их је у роману Шагринска кожа приказао на окрутан и немилосрдан начин. Хањска је написала писмо Балзаку, потписала га као Странкиња (L'Étrangère), и послала га из Одесе 28. фебруара 1832. године. 
Без повратне адресе, Балзак је био принуђен да одговори преко Газет де Франс у нади да ће она видети обавештење. Није га видела, али му је поново писала у новембру: „Ваша душа обухвата векове, господине; ваши филозофски концепти изгледају као плод дугог изучавања сазрелог временом; а ипак ми кажу да сте још млади. Желела бих да вас упознам, али осећам да за тим немам потребу. Упознајем вас својим духовним инстинктом; замишљам вас на свој начин и осећам да бих, када бих вас заиста видела, одмах узвикнула: 'То је он!'“
На крају му је открила свој идентитет, и започели су преписку која је трајала петнаест година. Иако је остала верна свом мужу Вацлаву, госпођа Хањска и Балзак уживали су у емотивној интимности кроз своја писма. Када је барон преминуо 1841. године, француски писац је почео да развија њихов однос ван писане речи. Венчали су се у граду Бердичеву 14. марта 1850. године, пет месеци пре његове смрти.

### Понављајући ликови
Пошто је то био један од првих романа које је објавио под својим именом, Балзак није користио ликове из претходних дела у роману Шагринска кожа. Међутим, увео је неколико личности које ће се поново појавити у каснијим причама. Најзначајнији међу њима је Ежен де Растињак, старији господин који подучава Валентина суровим правилима високог друштва. Тридесет страна након почетка писања свог романа из 1834. године Чича Горио, Балзак је одједном прецртао име које је користио за један лик – Масијак – и уместо њега употребио Растињака. Однос учитеља и ученика у роману Шагринска кожа одражава се у роману Чича Горио, где младог Растињака у стварност друштвене реалне политике уводи инкогнито криминалац Вотрен.
Балзак је користио лик Феодоре у још три приче, али је касније избацио њено име након што се одлучио за друге моделе друштвене женствености. У каснијим издањима романа Шагринска кожа променио је текст и једног од банкара назвао "Тајфер", кога је увео у Црвеној крчми (L'Auberge rouge, 1831) Такође је користио име Орас Бијаншон за једног од доктора, чиме је роман повезао са чувеним лекаром који се појављује у тридесет и једној причи у Људској комедији. Доктора је тако живописно приказао да је и сам Балзак, лежећи на самрти, позивао Бијаншона.
Коришћење ликова који се понављају даје Балзаковом делу кохезију и атмосферу за разлику од било које друге серије романа. Она омогућава дубину карактеризације која превазилази обичну нарацију или дијалог. „Када се ликови поново појаве“, примећује критичар Самјуел Роџерс, „они не израњају ниоткуда; они излазе из приватности свог живота који нам, током одређеног времена, није био доступан.“ Иако је комплексност живота ових ликова неминовно навела Балзака да направи грешке у хронологији и конзистентности, ове грешке се сматрају мањим у целокупном обиму његовог пројекта. Читаоци су чешће збуњени огромним бројем ликова у Балзаковом свету и осећају да им недостаје важан контекст за разумевање тих ликова. Писац детективских романа Артур Конан Дојл изјавио је да никада није покушао да чита Балзака, јер „није знао одакле да почне“.

## Утицај
Балзаков роман La Peau de chagrin адаптиран је за либрето опере Die tödlichen Wünsche Гизелера Клебеа из 1959. године. Немачки композитор Фриц Гајслер је током 1977–1978. године компоновао дело Das Chagrinleder према либрету Гинтера Дајкеа. Током 1989–1990. руски композитор Јуриј Ханон написао је балет L’Os de chagrin, заснован на Балзаковом тексту, који је укључивао и оперу-интермецо под истим именом. Године 1992. објављен је биографски псеудо-документарни опера-филм заснован на његовој опери Шагреневая костьn.
Роман се такође наводи као могући утицај на Оскара Вајлда за његов роман из 1890. године Слика Доријана Греја, иако ову хипотезу већина научника одбацује. Протагониста, Доријан Греј, добија магични портрет који стари, док он остаје вечно млад.
Специјалиста за руску књижевност Присила Мајер у својој књизи How the Russians Read the French (Како су Руси читали Французе) тврди да су романи Шагринска кожа и Чича Горио у великој мери били паралелни, изврнути и инвертовани у роману Злочин и казна Фјодора Достојевског.
Прва филмска адаптација романа била је француски неми филм из 1909. године под називом The Wild Ass's Skin, у режији Албера Капеланија, према сценарију Мишела Кареа, са Анријем Дефонтеном у главној улози. Иако је трајао само 19 минута, филм је био структуриран у три чина.
Амерички редитељ Ричард Риџли је 1915. године адаптирао роман под називом The Magic Skin за компанију Томаса Едисона. Филм од 50 минута, у којем су глумили Мејбл Транел, Бигелоу Купер и Еверет Батерфилд, ублажио је натприродне аспекте приче откривши да је све био сан.
Године 1920. адаптација романа направљена је у Великој Британији као неми филм од 54 минута под називом Desire, познат и као The Magic Skin, у режији Џорџа Едвардса-Хола, са Денисом Нилсон-Теријем, Ивон Арно и Кристин Мејтленд у главним улогама.
Џорџ Д. Бејкер је 1923. режирао амерички неми филм Slave of Desire, са Џорџом Волшем и Беси Лав у главним улогама.
Хрватски аниматор Владимир Кристл је 1960. направио анимирани краткометражни филм Шагренска кожа, инспирисан Балзаковим романом.
Француска телевизија адаптирала је роман 1980. године, са Марком Делсартом, Катрионом МакКол, Аном Кодри, Ричардом Фонтаном и Аленом Кунијем у главним улогама.
Године 2010, француско-белгијска телевизијска продукција укључивала је Томаса Куманса, Милин Жампаноа, Жан-Пола Дубоа, Жилијена Онореа, Жан-Пјера Маријела и Анабел Хетман.
Крајем живота, аустријски психоаналитичар Зигмунд Фројд осећао је посебну везу са Балзаковим романом, јер је веровао да се његов свет смањује попут талисмана Валентина. Дијагностикован му је фатални тумор, па је одлучио да изврши самоубиство. Након што је поново прочитао Шагренска кожа, рекао је свом лекару: „Ово је била права књига за мене; бави се смањивањем и глађу.“ Наредног дана, лекар му је дао смртоносну дозу морфијума, и Фројд је преминуо.
Године 2011. француска редитељка Маријан Бадришани сценски је адаптирала роман Шагренска кожа у Холанд парку у Лондону.